# Escroto de violonchelo
El escroto de violonchelo es una afección médica falsa que se publicó originalmente como un breve informe - (cartas al director) - de caso en el  British Medical Journal (BMJ) en 1974. Como su nombre indica, supuestamente era una afección del escroto que afectaba a los concertistas masculinos del violonchelo.

## Historia
La carta original fue escrita por Elaine Murphy, pero firmada por su esposo John como una broma para compararla con una carta anterior sobre el 'pezón de guitarra', una condición que, según se informa, ocurre cuando algunos estilos de tocar la guitarra irritan excesivamente el pezón . (una forma de dermatitis de contacto similar al pezón de los corredores ), que Murphy y su esposo creían que probablemente era una broma.
Murphy, posteriormente,  señaló que incluso un estudio superficial de la postura del violonchelista mostraría que la queja del "escroto del violonchelo" no ocurriría. La improbabilidad de que la postura de un violonchelista contribuya a una lesión escrotal se planteó en 1974, pero parece que se pasó por alto.
Murphy admitió el engaño en 2009 - 35 años después - en otra carta al BMJ  después de que un artículo en la edición de Navidad de 2008 del BMJ hiciera referencia a la denuncia. La veracidad del informe del caso ya había sido cuestionada en la literatura médica en 1991.  Otros lo han citado, aunque expresando escepticismo.
Séamus Mac Suibhne discutió las implicaciones de esta y otras cartas médicas engañosas para la medicina basada en la evidencia y la comprensión pública de la ciencia . 

## Véase  también
- Codo de golfista
- Codo de tenista
- Oído de surfista
- Algunos han descrito la tenosinovitis radial como Pulgar de Nintendo[9]